# David Vanole
David Charles Vanole (Redondo Beach, Kalifornia, 1963. február 6. – Salt Lake City, Utah, 2007. január 15.) amerikai válogatott labdarúgókapus, edző.

## Pályafutása

### Klubcsapatban
Redondo Beachen született Kaliforniában. 1981 és 1985 között a Kaliforniai Egyetem labdarúgócsapatában játszott. 1986 és 1990 között a Los Angeles Heat játékosa volt. 1987 és 1988 között teremben is szerepelt a Wichita Wings csapatában. 1988-ban a San Jose Earthquakes, 1991-ben a San Francisco Bay Blackhawks kapuját védte.

### A válogatottban
1986 és 1990 között 13 alkalommal szerepelt az Egyesült Államok válogatottjában. 1986. február 5-én egy Kanada elleni barátságos mérkőzésen mutatkozott be a nemzeti csapatban. Tagja volt az 1988. évi nyári olimpiai játékokon és az 1990-es világbajnokságon szereplő válogatott keretének is, de egyetlen mérkőzésen sem lépett pályára.

### Edzőként
1995 és 2000 között a Kaliforniai Egyetem férfi és női csapatának volt a kapusedzője. 1997 és 1999 között az U20-as csapatnál, 2000-ben a női válogatottnál dolgozott. 2003-ban a D.C. United, 2004 és 2006 között a New England Revolution együttesénél vállalt munkát segédedzőként.

### Halála
2007. január 15-én a családjával Salt Lake Cityben sítáborozott, ahol ebéd közben szívinfarktust kapott és 43 éves korában elhunyt.

## Külső hivatkozások
- David Vanole adatlapja a National-Football-Teams.com oldalon (angolul)

- David Vanole adatlapja a worldfootball.net oldalon (angolul)
- David Vanole (angol, francia, spanyol nyelven). FootballDatabase.eu
- David Vanole (angol nyelven). olympedia.org